# 下り階段をのぼれ
『下り階段をのぼれ』（くだりかいだんをのぼれ、Up the Down Staircase）は、1967年に公開されたアメリカ合衆国のドラマ映画。問題児の多い学校に赴任した若い女性教師の奮闘を描いた作品。監督はロバート・マリガン。出演はサンディ・デニスなど。ベル・カウフマンによる同名小説を原作としている。

## キャスト
※括弧内は日本語吹替（初回放送1974年8月25日『日曜洋画劇場』）
- シルビア：サンディ・デニス（武藤礼子）- 英語教師
- ポール：パトリック・ベッドフォード（羽佐間道夫）- 英語教師
- ヘンリエッタ：アイリーン・ヘッカート（中島喜美栄）- 英語教師
- ベアトリス：ルース・ホワイト - 教師
- セイディー：ジーン・ステイプルトン - 事務職員
- ベスター氏：ソレル・ブック - 学校長
- マクハベー氏：ロイ・プール - 学校副校長
- エラ：フローレンス・スタンリー - 指導カウンセラー
- 母親：ヴィネット・キャロル